# Марко Ковачевић (политичар)
Марко Ковачевић (Никшић, 9. мај 1988) црногорски је политичар, председник општине Никшић, портпарол Нове српске демократије и бивши посланик у Скупштини Црне Горе

## Биографија
Ковачевић је рођен 9. маја 1988. у српској породици у Никшићу, у тадашњој СР Црној Гори, СФР Југославија. Дипломирао је на Правном факултету Универзитета Црне Горе.
По завршетку студија, Ковачевић се придружио Новој српској демократији и постао одборник у Скупштини општине Никшић у два сазива и члан Одбора за статут и прописе Скупштине општине Никшић. Такође врши функцију портпарола странке.
За време протеста у Црној Гори 2019—2020. ухапшен је након што је држао  српску тробојку на степеништу Саборне цркве у Никшићу.
Ковачевић је добио 22. место на изборној листи коалиције За будућност Црне Горе за парламентарне изборе 2020. и изабран је за посланика у Скупштини Црне Горе. По потврђивању посланичког мандата, Ковачевић је изабран за председника Законодавног одбора, члана Одбора за просвјету, науку, културу и спорт и члана Одбора за антикорупцију.
Изабран је за носиоца листе коалиције За будућност Никшића (ДФ-СНП) на локалним изборима 2021. године у Никшићу као кандидат коалиције за градоначелника. Подршку су му јавно изразили председавајући Предсједништва БиХ Милорад Додик, градоначелник Бањалуке Драшко Станивуковић, председник Покрајинске владе Војводине Игор Мировић, Српска листа на челу са потпредседником Владе Косова и министром локалне самоуправе Гораном Ракићем и послаником Скупштине Косова Игором Симићем, начелник општине Гацко Огњен Милинковић, проф. др Богољуб Шијаковић и песник Благоје Баковић, док се у његову кампању укључио председник општине Будва Марко Бато Царевић.